# 볼로 영
볼로 영(영어: Bolo Yeung, 본명: 양사 (楊斯), 1946년 7월 3일 ~ )은 중국 광둥성 메이저우시 출신 홍콩 영화배우, 홍콩의 무술가, 보디빌더이다. 키 168cm 몸무게 93kg이며 키는 작지만 엄청난 근육질이다.
본명은 양사이며, '볼로'는 이소룡이 용쟁호투에서 그의 배역명을 지어준 것이지만 그는 이 이름이 마음에 들어서 이 이후 계속 볼로 영이라는 예명을 사용했다.
견자단의 어머니인 맥보선과 동문수학을 한 사이이다.

## 출연 작품
- 1970년 《13인의 무사》
- 1971년 《쌍협》
- 1971년 《여살수》
- 1972년 《악객》
- 1972년 《구련환》
- 1972년 《14인의 여걸》
- 1972년 《죽음의 다섯 손가락》
- 1973년 《용쟁호투》
- 1977년 《브루스 리의 클론들》
- 1977년 《강남팔대협》
- 1978년 《쾌권괴초》
- 1978년 《특수요원 루카스 특수요원 루카스》
- 1979년 《브루스 더 슈퍼 히어로》
- 1980년 《소권괴초 3》
- 1985년 《복성고조》
- 1986년 《용재강호》
- 1986년 《부귀열차》
- 1988년 《죽음의 승부》
- 1991년 《더블 반담》
- 1992년 《냉혹자》
- 1993년 《베스트 VS 베스트》
- 1996년 《정무문 2 - 정무영웅》
- 1997년 《타이거 클로스 2》
- 2006년 《생우육십년대》
- 2015년 《더 홀 월드 앳 아워 피트 더 홀 월드 앳 아워 피트》
- 2017년 《다이아몬드 카르텔》